# Schwarzkogel (Granatspitzgruppe)
Schwarzkogel är en bergstopp i Österrike.   Den ligger i bergområdet Granatspitzgruppe i distriktet Lienz och förbundslandet Tyrolen, i den centrala delen av landet, 300 km väster om huvudstaden Wien. Toppen på Schwarzkogel är 2 645 meter över havet.
Terrängen runt Schwarzkogel är bergig. Runt Schwarzkogel är det ganska glesbefolkat, med 26 invånare per kvadratkilometer.. Närmaste större samhälle är Matrei in Osttirol, 13,5 km söder om Schwarzkogel. 
Trakten runt Schwarzkogel består i huvudsak av gräsmarker.